# میروسلاو دونوتیل
میروسلاو دونوتیل (چکی: Miroslav Donutil؛ زادهٔ ۷ فوریهٔ ۱۹۵۱) بازیگر و صداپیشهٔ اهل جمهوری چک است. وی دوبلور چکی کوین کاستنر و ژرار دوپاردیو است.
از فیلم‌ها یا برنامه‌های تلویزیونی که وی در آن نقش داشته‌است، می‌توان به کسالت در برنو و قلعه اشاره کرد.